# Agresfonte
Agresfonte (en griego antiguo: Ἀγρέσφων), o posiblemente Agreofonte, fue un antiguo gramático griego mencionado en la Suda. Escribió una obra sobre personas con nombres homónimos, a veces escrito en inglés On Namesakes (Περὶ Ὁμωνύμων ).
Agresfonte no puede haber vivido antes del reinado de Adriano, ya que en su obra habla de un Apolonio que vivió en la época de ese emperador. Los eruditos generalmente lo fechan a finales del siglo III o principios del IV.
Se pensaba que el libro de Agresfonte sobre personas homónimas era similar, o quizás dependiente, de una obra de Demetrio de Magnesia, que lleva el mismo título, y fue escrita alrededor del siglo I a. C. Existe cierto debate sobre si su nombre era propiamente "Agresfonte" o "Agreofonte".
Otro Agreofonte no relacionado que fue padre de Zenón alrededor del siglo III a. C. se menciona con frecuencia en los papiros del Archivo de Zenón.